# واسنو
واسنو (اسلوونیایی: Vaseno) یک زیستگاه انسانی در اسلوونی است که در Kamnik Municipality واقع شده‌است.

## خصوصیات
واسنو ۰٫۵۹ کیلومترمربع مساحت و ۲۷ نفر جمعیت دارد و ۴۴۰٫۶ متر بالاتر از سطح دریا واقع شده‌است.